# ダマリスクス属
ダマリスクス属（ダマリスクスぞく、Damaliscus）は、哺乳綱偶蹄目ウシ科に分類される属。

## 分類
ハーテビースト属に近縁と考えられている。以前はヒロラを本属に含める説もあったが、フレーメン反応の有無や核型の違いから別属に分類されている。
以下の現生種の分類・英名は、Mammal Diversity Database (2024) に従う。和名は今泉 (1988)・川田ら (2018) に準拠した。
- Damaliscus lunatus ダマリスクス Tsessebe - コリガムダマリスクスD. korrigum・バングウェウルダマリスクスD. superstesを含む
- Damaliscus pygargus ボンテボック Bontebok - ブレスボックD. k. phillipsiを含む